# 命燃やして
「命燃やして」（いのちもやして）は、1979年6月1日に発売された石川さゆりのシングルである。

## 解説
- 当曲で石川は、1979年末の『第30回NHK紅白歌合戦』へ3年連続3回目の出場と成った。
- この曲のシングル盤レコードは日本コロムビアから発売されたが、石川さゆりがポニーキャニオン、テイチクエンタテインメントへそれぞれレコード会社を移籍したことに併せて、各レコード会社から発売された石川のベスト・アルバムに収録されている。

## 収録曲
1. 命燃やして (3分36秒)
作詞：千家和也、作曲：徳久広司、編曲：伊藤雪彦
2. 哀愁本線 (3分21秒)
作詞：石本美由起、作曲：猪俣公章、編曲：小杉仁三